# Élection présidentielle américaine de 1980 au Kentucky
L'élection présidentielle américaine de 1980 au Kentucky a lieu le 4 novembre 1980 comme dans les 49 autres États qui composent les États-Unis ainsi que le district de Columbia. Les électeurs kentuckiens choisissent des grands électeurs pour les représenter dans le collège électoral à travers un vote populaire. Le Kentucky dispose en 1980 de 9 grands électeurs. L'État donne l'ensemble de ses grands électeurs au candidat du Parti républicain, l'ancien gouverneur de Californie Ronald Reagan. 
Le candidat vainqueur de ce scrutin dans tout le pays sera également Reagan, qui débutera un premier mandat à la présidence des États-Unis le 20 janvier 1981. Ayant été réélu en 1984, il restera en fonctions jusqu'au 20 janvier 1989, date à laquelle George H. W. Bush lui succédera.